# Rhinovirus
Rhinovirus är ett litet RNA-virus som är mest känt för att orsaka vanlig förkylning, men även andra infektioner i övre luftvägarna. Viruset tillhör Picornavirus-familjen och har också varit delaktigt i att orsaka bronkit och är det virus oftast sett i astmaattacker. Viruset sprider sig lättast via närkontakt och förökar sig bäst i vävnader med en temperatur på 33–35 °C. Rhinoviruset har en inkubationstid på 1–3 dagar.
Viruset smittar via näsa, mun eller ögon. Infekterade celler frigör histamin vilket orsakar rinnande näsa.
Astma och allergier ger (oberoende av varandra) en signifikant nedsatt produktion av interferoner i luftvägsepitelet, och därmed sämre lokal antiviral immunrespons, vilket ökar mottagligheten för rhinovirus. Hos både vuxna och barn är rhinovirus också den vanligaste orsaken till astmaförsämringar.
Någon medicinsk behandling finns inte eftersom rhinoviruset har för många härkomster. De alternativa behandlingar folk provar är exempelvis att äta mycket C-vitamin, vitlök eller kycklingsoppa men alla kliniska studier som gjorts visar att de saknar effekt på infektionen.
Rhinovirus består av många olika varianter. Därför ger en förkylning ingen immunitet mot framtida förkylningar, eftersom dessa med största sannolikhet tillhör en annan art än den som drabbade individen. Därför är ett vaccin nästan omöjligt att framställa, och riskerna med en vaccinering skulle ställas mot den lilla skada som en förkylning orsakar.